# Caio Atílio Serrano
Caio Atílio Serrano (m. 87 a.C.; em latim: Caius Atilius Serranus) foi um político da gente Atília da República Romana eleito cônsul em 106 a.C. com Quinto Servílio Cepião.

## Carreira
Em 109 a.C., Serrano já havia sido pretor e, três anos depois, foi eleito cônsul com Quinto Servílio Cepião, ano no qual nasceram tanto Cícero quanto Pompeu. Venceu Quinto Lutácio Cátulo nas eleições, mas ainda assim Cícero o descreve como "stultissimus homo" ("homem muito estúpido").
Em 100 a.C., durante a revolta de Lúcio Apuleio Saturnino, Serrano, junto com diversos outros senadores consulares, pressionou o exército para que defendesse a República contra as ambições do tribuno. É provável que ele tenha sido um aliado de Sula e possível que tenha sido o "Atílio Serrano" que foi assassinado no final de 87 a.C. por ordem de Caio Mário e Lúcio Cornélio Cina durante a captura de Roma pelas forças marianas, o evento que marcou o final da primeira fase da guerra civil entre Mário e Sula.